# Преображенська Ольга Іванівна
Преображенська Ольга Іванівна — російська актриса театру і німого кіно, радянський сценарист і кінорежисер, педагог. Заслужений діяч мистецтв РРФСР (1935).

## З життєпису
Народ. 24 липня 1881 р. в Москві. Навчалась у студії МХАТу (1905—1906). Працювала у провінційних театрах.
Знімалася у кіно з 1913 р. В 1925—1941 рр. стала кінорежисером (фільми: «Каштанка», «Федькова правда», «Аня», а також — «Баби рязанські» (1927), «Тихий Дон» (1930), «Степан Разін» (1939) та ін., створені у співавт. з І. Правовим).
Знялась в українських кінокартинах: «Поміщик» і «Слюсар і канцлер» (1923).
Померла 31 жовтня 1971 р. в Москві.